# Christian Gottlieb Pfretzschner
Christian Gottlieb Pfretzschner (* 6. August 1797 in Adorf/Vogtl.; † 6. Februar 1861 in Plauen) war ein deutscher Pädagoge und Politiker.

## Leben
Pfretzschner war der Sohn eines Gerbers aus Adorf. Nach seiner schulischen Ausbildung in Adorf und Plauen studierte er an der Universität Leipzig bei Professor Gottfried Hermann Alte Sprachen und promovierte zum Dr. phil. Nach Übernahme in den sächsischen Staatsdienst wurde er in Plauen Lehrer am Lyceeum, 1835 Konrektor des Gymnasiums und 1836 schließlich zusätzlich Direktor der Königlich Sächsischen Gewerbe- und Baugewerkeschule. 
Ein 1862 erschienenes Bücher-Verzeichnis seiner nachgelassenen Bibliothek gibt einen guten Einblick in seinen humanistischen Bildungsanspruch.
Aufgrund seiner allgemeinen Beliebtheit wurde er als Abgeordneter des sächsischen Vogtlandkreises in den sächsischen Landtag nach Dresden gewählt. Hier setzte er sich vor allem für die wirtschaftliche Förderung seines Heimatkreises ein. 1854 dankte ihm Plauen sein großes Engagement mit der Ernennung zum Ehrenbürger.
Pfretzschner heiratete 1821 in Plauen Johanne Christiane Forbriger, mit der er neun Kinder hatte. Das Älteste dieser Kinder war Christian Robert Pfretzschner, der spätere Kreuzorganist.

## Publikationen
- Der Widerspruch der Mystiker unserer Zeit mit dem Geist der Reformatoren; Rede der 3n Jubelfeier der Uebergabe der Augsburger Confession, den 26. Juni 1830 im Lyceeum zu Plauen gehalten (u. mit Anmerkungen begleitet), gr.8, Plauen: Schmidt, 1831.
- 4. Jahresbericht über die Königliche Gewerbeschule zu Plauen, nebst Verzeichnis der Jahresprüfungen in: „Programm zu der am 14. und 15. April 1840 erfolgten Prüfung der Schüler der Königlichen Gewerbeschule zu Plauen“. gr. 8, Plauen 1840.
- Jahresbericht in: „Programm zu der am 2. und 3. April 1844 erfolgter Prüfung der Schüler der Gewerb- und Baugewerkenschule zu Plauen“, gr. 8, Plauen: Schmidt, 1844.
- Rückblicke auf die Entwickelung des Schulwesens im Königreich Sachsen ; Plauen: Schröter, 1849.